# La Colle-sur-Loup
La Colle-sur-Loup település Franciaországban, Alpes-Maritimes megyében. Lakosainak száma 8143 fő (2022. január 1.). La Colle-sur-Loup Cagnes-sur-Mer, Roquefort-les-Pins, Saint-Paul-de-Vence, Tourrettes-sur-Loup, Vence és Villeneuve-Loubet községekkel határos.

## Népesség
A település népességének változása:
| Lakosok száma | 2611 | 4749 | 6025 | 7434 | 7815 | 7895 | 7838 | 7898 | 8048 | 8143 |
|               | 1968 | 1982 | 1990 | 2006 | 2013 | 2015 | 2017 | 2019 | 2020 | 2022 |